# Consejo del distrito de Ashburton
El Consejo del Distrito de Ashburton es una autoridad territorial del distrito de Ashburton, Nueva Zelanda. 
Está compuesto por el alcalde de Ashburton, Neil Brown y nueve concejales de barrio. 

## Composición
Los concejales son elegidos de tres barrios: cinco del barrio de Ashburton y dos de cada uno de los barrios oriental y occidental:
- Alcalde Neil Brown.
- Barrio occidental: vicealcaldesa Liz McMillan, Rodger Letham.
- Barrio Este: Lynette Lovett, Stuart Wilson.
- Barrio de  Ashburton: Leen Braam, Carolyn Cameron, John Falloon, Angus McKay, Diane Rawlinson. [1]

### Juntas comunitarias
- Junta comunitaria de Methven: Dan McLaughlin, Sonia McAlpine, Kelvin Holmes, Rodger Letham, Liz McMillan, Ron Smith [1]

## Historia
El consejo se estableció en 1989, como replazo del consejo del condado de Ashburton de 1878.   
En 2020, el consejo tenía 307 empleados, incluidos 43 que ganaban más de 100.000 dólares. 